# El tinte de la fama
El tinte de la fama é um filme de drama venezuelano de 2008 dirigido e escrito por Alejandro Bellame. 
Foi selecionado como representante da Venezuela à edição do Oscar 2009, organizada pela Academia de Artes e Ciências Cinematográficas.

## Elenco
- Alberto Alifa